# Руец
Руец (болг. Руец) — село в Болгарии. Находится в Тырговиштской области, входит в общину Тырговиште. Население составляет 1142 человека (2022).

## Политическая ситуация
В местном кметстве Руец, в состав которого входит Руец, должность кмета (старосты) исполняет Байрамали Мустафов Черкезов (Движение за права и свободы (ДПС)) по результатам выборов правления кметства.
Кмет (мэр) общины Тырговиште — Красимир Митев Мирев (инициативный комитет) по результатам выборов в правление общины.